# Portemanteau (meuble)

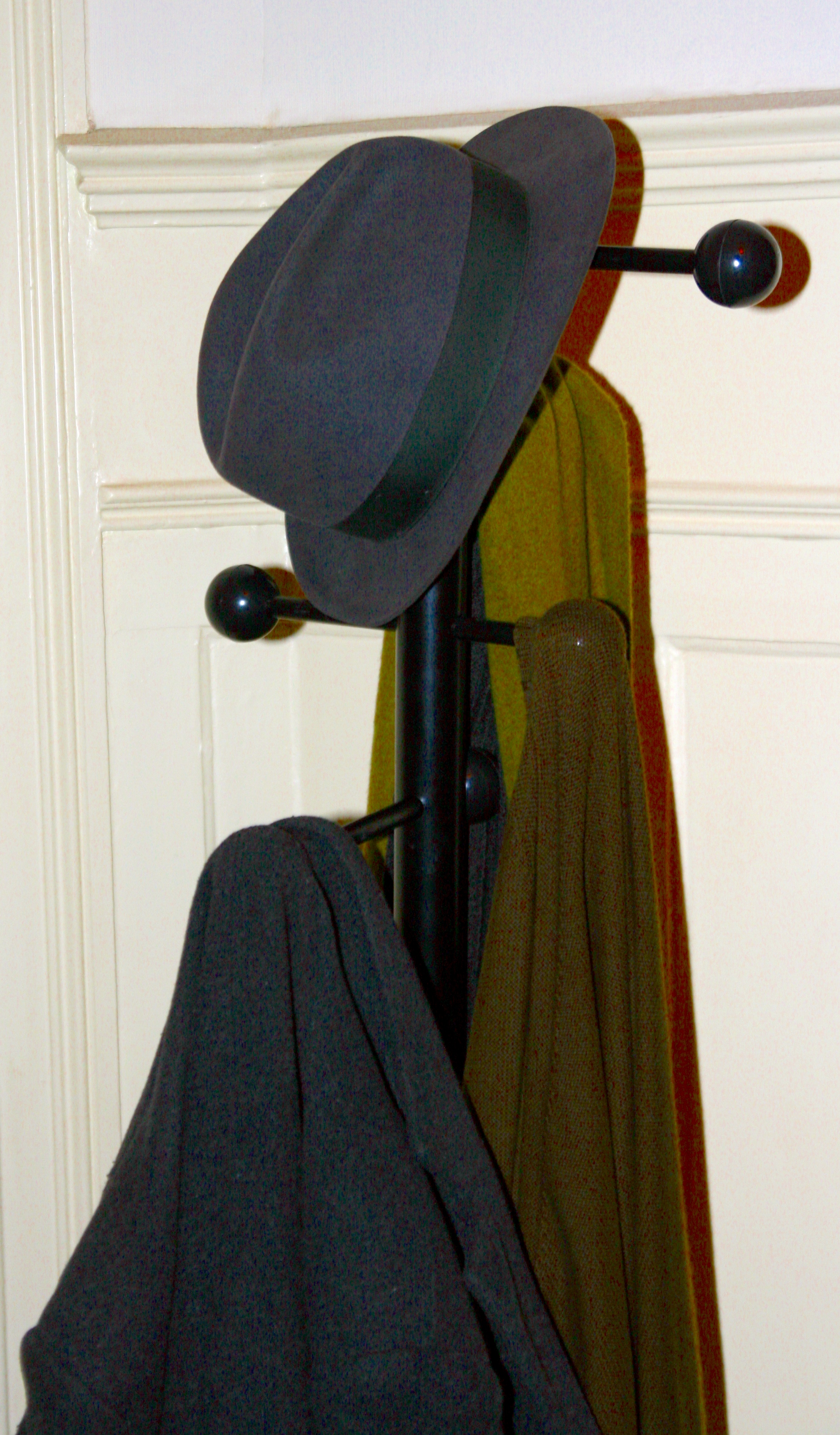
Portemanteau sur pied et champignon porte-chapeaux.

Un portemanteau est un dispositif, souvent en bois ou en métal, muni de crochets, qui sert à suspendre les vêtements. Il peut être fixe quand il est mural (barre ou planche horizontale sur un mur, garnies de patères), ou mobile quand il repose sur un ou plusieurs pieds. Ce modèle prend parfois le nom de « perroquet ».

## Historique
Au début du XVIe siècle, le mot « porte-manteau » désigne un officier chargé de porter le manteau d'un haut personnage. À la fin du siècle, le mot s'emploie pour nommer une valise ou un étui en drap pour transporter des vêtements. Dans l'Encyclopédie de Diderot et d'Alembert, publiée en 1751, la distinction est établie entre l'officier, le bagage, et l'élément de mobilier mural :
« PORTE-MANTEAU, s. m. (Hist. mod.) se dit d’un officier de la maison du roi de France. Il y en a 12. Leur charge consiste à garder le chapeau du roi, ses gants, sa canne, son épée, etc. de les recevoir de sa main, et de les lui apporter quand il en a besoin. Le portemanteau suit le roi à la chasse, avec une valise ou porte-manteau garni de mouchoirs, chemises, et autre linge de corps, afin que S. M. puisse changer en cas de besoin.
Le dauphin a aussi son portemanteau. Les cardinaux à Rome ont des officiers ecclésiastiques qu’on nomme caudataires, parce qu’ils portent la queue traînante de leur robe, et en France des valets-de-chambre chargés du même office, qui ont quelque rapport avec le portemanteau.
Les évêques de l’église romaine ont aussi leur porte-croix, leur porte-mitre, etc. c’est-à-dire, des porteurs de croix, des porteurs de mitre, etc.
Portemanteaux, ouvrages de menuiserie qu’on attache contre la muraille, dans les garde-robes et dans les armoires, servant à suspendre les chapeaux, manteaux, habits, etc. »